# リサ・バービュシア
リサ・バービュシア（Lisa Barbuscia、1971年6月18日 - ）は、アメリカ合衆国の女優。

## 出演作品
- 超常殺人者2（1995年）
- オールモスト・ヒーローズ／進め！アメリカ横断冒険野郎（1998年）
- ハイランダー/最終戦士（2000年）
- ミシェル・ヴァイヨン（2003年）